# Kosjanka
Kosjanka (vitryska: Кошанка) är ett vattendrag i Belarus.   Det ligger i voblasten Mahiljoŭs voblast, i den östra delen av landet, 230 km öster om huvudstaden Minsk.
I omgivningarna runt Kosjanka växer i huvudsak blandskog. Runt Kosjanka är det glesbefolkat, med 16 invånare per kvadratkilometer.